# سامسونگ گلکسی نوت ۱۰
سامسونگ گلکسی نوت ۱۰ یک فبلت مبتنی بر اندروید است که توسط سامسونگ، طراحی، توسعه، تولید و به بازار عرضه شده‌است. این گوشی به عنوان جانشین سامسونگ گلکسی نوت ۹، در ۷ اوت ۲۰۱۹ رونمایی شد.

## مشخصات فنی
سری گلکسی نوت ۱۰ شامل سه مدل با مشخصات سخت‌افزاری مختلف است. اینترنت نسل ۱۰ و Note 10 + / Note 10+ 5G از ویژگی‌های ۶٫۳ اینچی 1080p و ۶٫۸ اینچی با کیفیت 1440p "Dynamic AMOLED" به ترتیب با پشتیبانی HDR10 + و فناوری "نقشه‌برداری صدای پویاً استفاده می‌کنید. نمایشگرها دارای ضلعهای خمیده‌ای هستند که از لبه‌های افقی دستگاه شیب دارند. دوربین‌های جلویی دارای برش گرد در قسمت بالای صفحه هستند و همه مدل‌ها از یک خواننده اثر انگشت در صفحه نمایش التراسونیک استفاده می‌کنند.
گلکسی نوت ۱۰ با سیستم عامل Android 9.0 "Pie" با رابط کاربری وان یوآی سامسونگ ارائه می‌شود. عنصر اصلی طراحی One UI، تغییر مکان عمدی عناصر رابط کاربری کلیدی در برنامه‌های سهام برای بهبود قابلیت استفاده در صفحه‌های بزرگ است. بسیاری از برنامه‌ها شامل هدرهای بزرگی هستند که ابتدای محتوا را به سمت مرکز نمایشگر سوق می‌دهند، در حالی که کنترل‌های ناوبری و سایر سؤالات اغلب به جای آن در پایین صفحه نمایش داده می‌شوند.

## نگارخانه

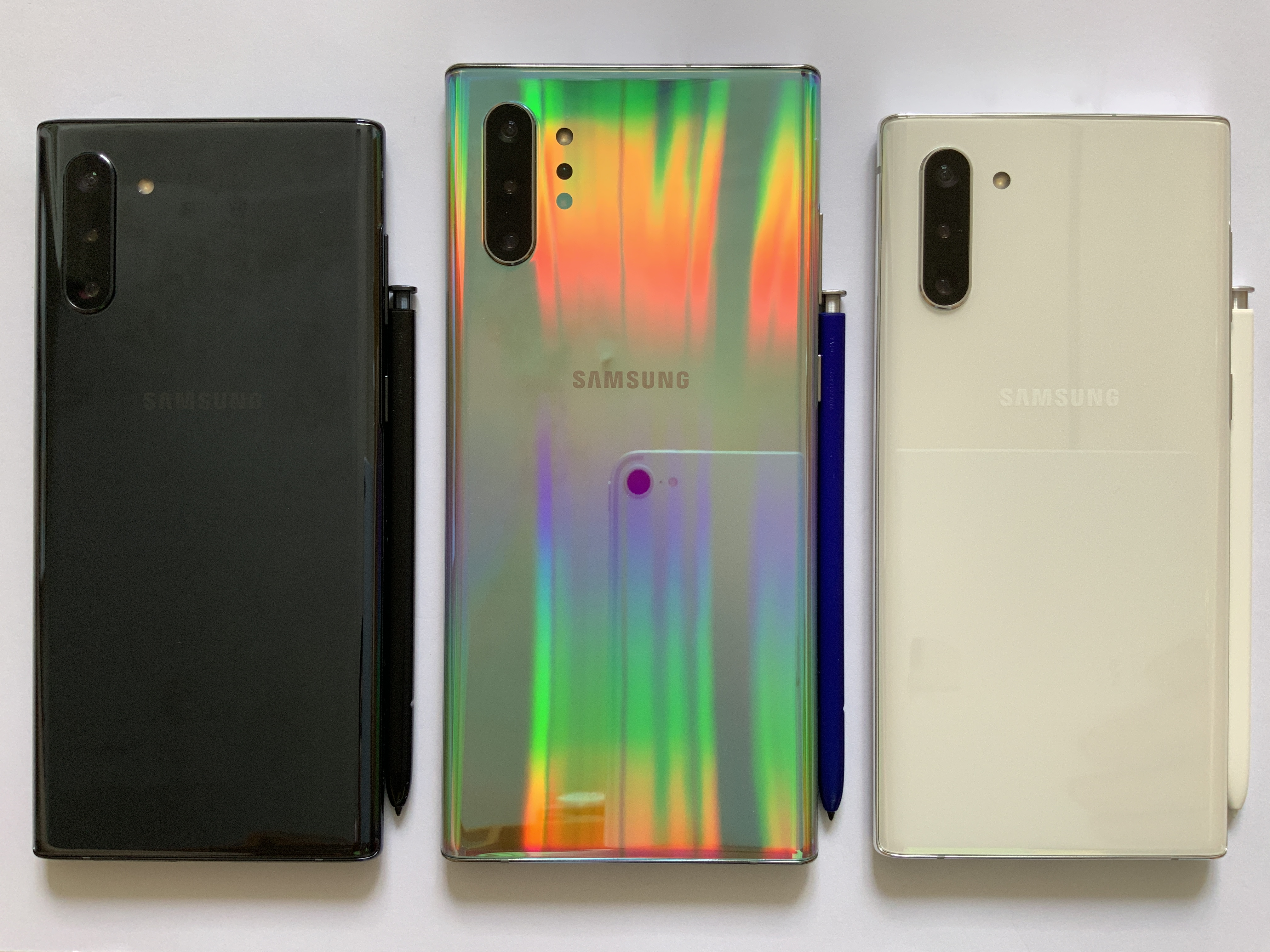
نمای پشت گلکسی نوت ۱۰ و نوت ۱۰+
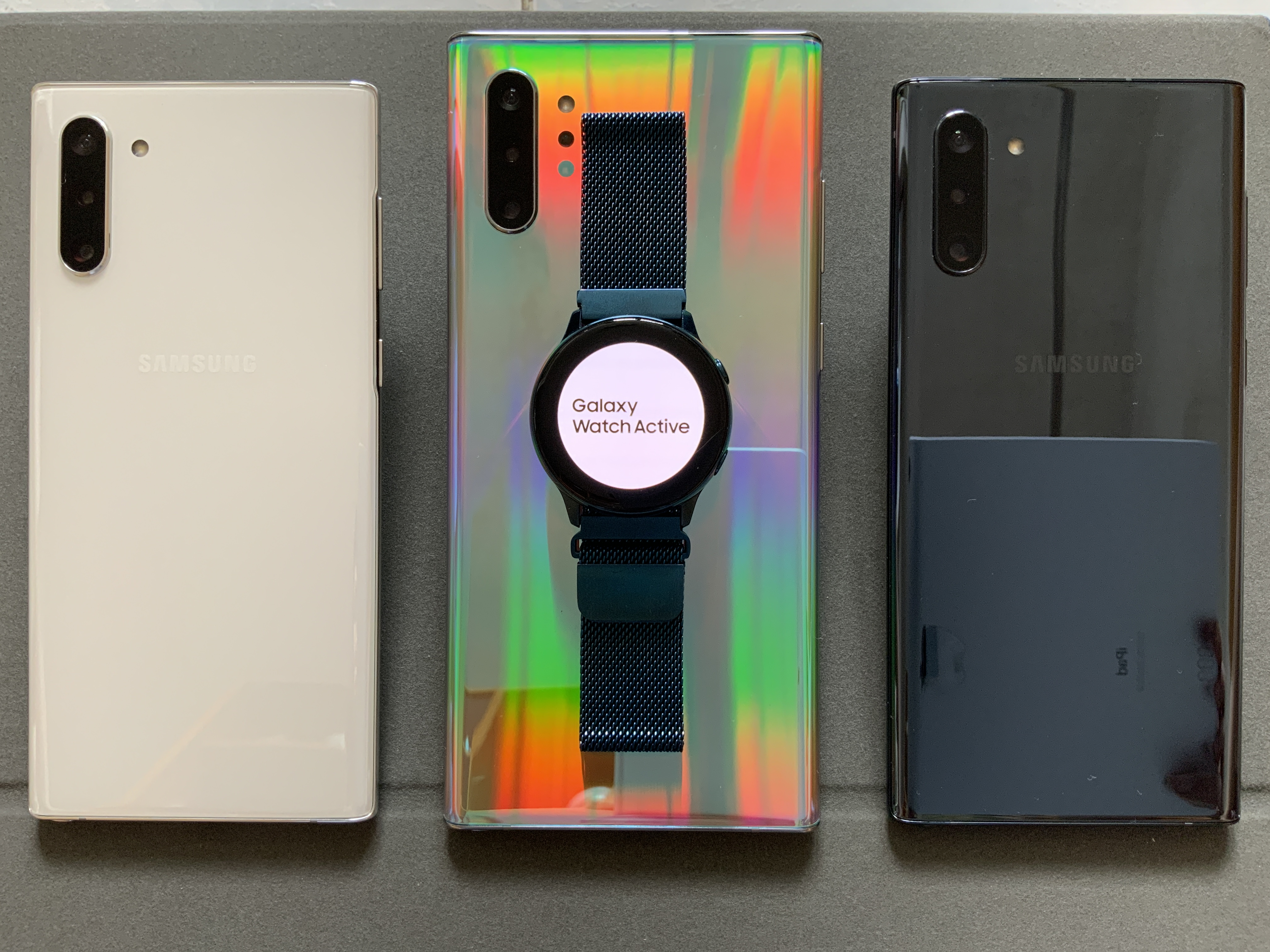
ساعت گلکسی واچ اکتیو درحال شارژ شدن از نوت ۱۰+